# Galaxie 500
Galaxie 500 byla americká hudební skupina existující v letech 1987–1991. Členy skupiny byli kytarista Dean Wareham, bubeník Damon Krukowski a baskytaristka Naomi Yang. Skupina vznikla během studií na Harvardově univerzitě v Cambridge ve státě Massachusetts. Skupina vydala celkem tři studiová alba – Today (1988), On Fire (1989) a This Is Our Music (1990). Krukowski a Yang od roku 1992 působí v duu Damon and Naomi a Wareham je členem skupiny Luna.